# Jo Collins
Kai Brendlinger Sally Duberson
Donna Michelle Allison Parks
Jo Collins (de son vrai nom Janet Canoy, née le 5 août 1945 à Lebanon dans l'Oregon) est un modèle de charme féminin et une actrice de nationalité américaine. Ses ascendances sont norvégiennes et espagnoles. 

## Biographie
Diplômée en sociologie, puis apparue dans quelques films, elle a été découverte par le magazine Playboy alors qu'elle participait à un jeu télévisé intitulé Queen for a Day (Reine d'un jour). Elle alla travailler comme Bunny dans un Club Playboy et devint ensuite Bunny Mother (Bunny en chef) puis directrice de section. 
Elle a été choisie par Playboy comme playmate du mois de décembre 1964, photographiée par Mario Casilli, et a été élue Playmate de l'Année en 1965 (elle allait avoir 20 ans). Le reportage photo d'origine a été réalisé par Mario Casilli. Outre son cachet de Playmate de l'Année (400 $), elle reçut une automobile Sunbeam Tiger de couleur rose "spéciale Playmate".
Après son couronnement comme Playmate de l'Année, Jo devint très populaire parmi les militaires américains engagés dans la guerre au Vietnam. Hugh Hefner avait reçu un courrier d'un officier stationné à Biên Hòa nommé John Price, demandant qu'une playmate vienne porter le premier numéro d'un abonnement à vie souscrit par les hommes de sa compagnie qui s'étaient cotisés à cet effet. Jo vint donc en personne à Biên Hòa accompagnée de deux employés de Playboy et reçut de tous les hommes un accueil exceptionnel, pendant un séjour à bien des égards effrayant. Cet événement mémorable fit l'objet de nombreuses photos et d'un article dans le magazine en mai 1966 et inspira plus tard des scènes du film Apocalypse Now. Dans le Washington Post, en 1967, Ward just observa : "Si la Seconde Guerre Mondiale était celle de la bannière étoilée et de Betty Grable, la guerre du Vietnam est celle de Playboy. La Playmate est l'amie, la maîtresse ou la femme de chacun". 
Jo Collins se maria et divorça à trois reprises (à un joueur de baseball : Bo Belinsky, puis un homme d'affaires, enfin un producteur hollywoodien dont elle fut la sixième épouse). Elle travailla dans l'immobilier à Chicago et a encore posé dans Playboy en 1979 pour l'article Playmates Forever proposant des photos nues d'anciennes playmates.
Elle fut une des 11 Playmates de l'Année présentes en septembre 1979, lors de la grande fête organisée pour les 25 ans du magazine au Manoir Playboy de Los Angeles, qui au total rassembla 136 playmates.

## Apparitions dans les numéros spéciaux dePlayboy
- Playmates - The First 15 Years - 1983, pages 76-77
- Newsmakers - 1985, pages 102-103
- Playmates Of The Year - Novembre-Décembre 1986, pages 16-19
- Nude Celebrities - Juillet 1995, page 79
- Pocket Playmates v1n6 (1953-1964) - 1995-1996, Couverture, page 34
- Book of Lingerie - Novembre-Décembre 1996, pages 66-67
- Facts & Figures - Octobre 1997, page 40
- Celebrating Centerfolds Vol. 3 - 14 septembre 1999, page 9
- Centerfolds Of The Century - Avril 2000, page 73
- Playmates of the Year - Décembre 2000, Couverture, pages 10-11

## Films
- Fireball 500 (1966) .... une fan de Leander
- Lord Love a Duck (1966) .... Kitten
- 1965 : Deux Cinglés à l'armée (Sergeant Dead Head) de Norman Taurog : Gail
- How to Stuff a Wild Bikini (1965) .... une fille sur la plage
- Ski Party (1965)  .... Jo
- Apocalypse Now (1979) .... elle-même